# ماريسا أبيلا
ماريسا أبيلا (مواليد 7 ديسمبر 1996) هي ممثلة إنجليزية، أشتهرت لدورها في مسلسل إنداستري.

## روابط خارجية
- ماريسا أبيلا على موقع IMDb (الإنجليزية)
- ماريسا أبيلا على موقع ميتاكريتيك (الإنجليزية)
- ماريسا أبيلا على موقع روتن توميتوز (الإنجليزية)
- ماريسا أبيلا على موقع ألو سيني (الفرنسية)
- ماريسا أبيلا على موقع قاعدة بيانات الفيلم (الإنجليزية)